# Gennaro Lopez
Gennaro Lopez (Bari, 4 gennaio 1943) è un politico italiano.

## Biografia
Laureato in lettere classiche all'Università di Bari, è poi diventato docente di Lingua e Letteratura latina presso l'Università di Bari, la Sapienza e Roma Tre. È autore di saggi, edizioni critiche e articoli su vari autori della Letteratura latina. 
Viene eletto al Senato con Rifondazione Comunista alle elezioni politiche 1992 nella circoscrizione Lazio; si ricandida al Senato nel 1994 per i Progressisti nel collegio uninominale di Velletri, senza risultare eletto.
Successivamente è membro del Comitato tecnico-scientifico dell’Associazione professionale “Proteo Fare Sapere”, di cui è stato presidente. È anche componente del Comitato scientifico della Fondazione “Mondo digitale”, che si occupa di alfabetizzazione informatica.